# 岸田國士戯曲賞
岸田國士戯曲賞（きしだくにおぎきょくしょう）は、劇作家・岸田國士の業績を顕彰するとともに、若手劇作家の育成を目的に白水社が主催する戯曲賞。新人劇作家の登竜門とされ、「演劇界の芥川賞」という異名を持つが、ベテラン作家の受賞も多い。
1955年に新劇戯曲賞として創設され、1961年に新潮社の岸田演劇賞を吸収合併して「新劇」岸田戯曲賞となった。その後、1979年に岸田國士戯曲賞と改称され現在に至っている。創設時の名の通り新劇の作家に与えられる賞として始まったが、1960年代後半からは脱新劇的傾向のある小劇場作家も多く受賞するようになっていった。受賞者には正賞として記念時計、副賞として賞金が贈られる。
最年少受賞記録は、24歳の柳美里（第37回）。

## 受賞作品一覧

### 第1回から第10回
- 第1回（1955年） - 該当作なし
  - 佳作 - 矢代静一 『壁画』
- 第2回（1956年） - 大橋喜一 『楠三吉の青春』、小幡欣治 『畸形児』
- 第3回（1957年） - 該当作なし
  - 佳作 - 生活を記録する会・劇団三期会 『明日を紡ぐ娘たち』
- 第4回（1958年） - 堀田清美 『島』
- 第5回（1959年） - 該当作なし
  - 佳作 - 福田善之『長い墓標の列』、原源一『漁港』、広田雅之『友情舞踏会』
- 第6回（1960年） - 小林勝 『檻』、早坂久子 『相聞』
- 第7回（1961年） - 該当作なし
- 第8回（1962年） - 宮本研 『日本人民共和国』、『メカニズム作戦』、八木柊一郎 『波止場乞食と六人の息子たち』、『コンベヤーは止まらない』
- 第9回（1963年） - 山崎正和 『世阿彌』
- 第10回（1964年） - 人見嘉久彦 『友絵の鼓』、菅龍一 『女の勤行』
  - 辞退 - 福田善之 『袴垂れはどこだ』

### 第11回から第20回
- 第11回（1965年）  - 該当作なし
- 第12回（1966年） - 川俣晃自 『関東平野』、広田雅之 『砂と城』
- 第13回（1968年） - 別役実 『マッチ売りの少女』、『赤い鳥の居る風景』
- 第14回（1969年） - 秋浜悟史 『幼児たちの後の祭り』に至るまでの諸作品の成果
- 第15回（1970年） - 唐十郎 『少女仮面』
- 第16回（1971年） - 佐藤信 『鼠小僧次郎吉』
- 第17回（1972年） - 井上ひさし 『道元の冒険』
- 第18回（1974年） - つかこうへい 『熱海殺人事件』、清水邦夫 『ぼくらが非情の大河をくだるとき』
- 第19回（1975年） -  該当作なし
  - 佳作 - 石澤富子『木蓮沼』
- 第20回（1976年） - 石澤富子 『琵琶伝』

### 第21回から第30回
- 第21回（1977年） -  該当作なし
- 第22回（1978年） - 太田省吾 『小町風伝』、ちねんせいしん 『人類館』
- 第23回（1979年） - 岡部耕大 『肥前松浦兄妹心中』
- 第24回（1980年） - 斎藤憐 『上海バンスキング』
- 第25回（1981年） - 竹内銃一郎 『あの大鴉、さえも』
- 第26回（1982年） - 山崎哲 『漂流家族』、『うお伝説』
- 第27回（1983年） - 野田秀樹『野獣降臨（のけものきたりて）』、山元清多『比野置（ピノッキオ）ジャンバラヤ』、渡辺えり子『ゲゲゲのげ』
- 第28回（1984年） - 北村想 『十一人の少年』
- 第29回（1985年） - 岸田理生『糸地獄』
- 第30回（1986年） - 川村毅 『新宿八犬伝 第一巻-犬の誕生-』
  - 候補作
    - 生田萬 「最後から2番目のナンシー・トマト」
    - 市堂令 「シンデレラ」
    - 加藤直 『美女と野獣』
    - 川村毅 「新宿八犬伝 第二巻―ベルリンの秋」

### 第31回から第40回
- 第31回（1987年） -  該当作なし   
  - 候補作
    - 生田萬 「かくも長き快楽」
    - 市堂令「いつかみた夏の思い出」
    - 鴻上尚史 『ハッシャ・バイ』
    - 和田周 『上演台本』
- 第32回（1988年） - 大橋泰彦 『ゴジラ』
  - 候補作
    - 生田萬「眠りの王たち」
    - 市堂令『ゆでたまご』
    - 宇野イサム「虹のバクテリア」
    - 岡安伸治「洞道のヒカリ虫」
    - 如月小春「砂漠のように、やさしく」
    - 鴻上尚史『朝日のような夕日をつれて'87』
    - 小松幹生「時間よ朝に還れ」
    - 高橋いさを『アメリカの夜』
    - 内藤裕敬「唇に聴いてみる」
    - 横内謙介「まほうつかいのでし」「鸚鵡とカナリア」
- 第33回（1989年） - 岩松了 『蒲団と達磨』
  - 候補作
    - 生田萬「好奇心のつよい女」
    - 岡安伸治 「ドリームエクスプレスＡＴ」
    - 如月小春 『NIPPON CHA!CHA!CHA!』
    - 鴻上尚史 『天使は瞳を閉じて』
    - 横内謙介 「新羅生門」
- 第34回（1990年） -  該当作なし
  - 候補作
    - 佐久間崇  『イエスタデイ』
    - 鈴江俊郎 「区切られた四角い直球」
    - 鄭義信 「千年の孤独」
- 第35回（1991年） - 坂手洋二 『ブレスレス ゴミ袋を呼吸する夜の物語』
  - 候補作
    - 生田萬「夜の子供2／やさしいおじさん」
    - 鴻上尚史『ビー・ヒア・ナウ』
    - 鄭義信「人魚伝説」
    - 内藤裕敬『百物語』
- 第36回（1992年） - 横内謙介 『愚者には見えないラ・マンチャの王様の裸』
  - 候補作
    - 鄭義信『映像都市（チネチッタ）』
    - 三谷幸喜「12人の優しい日本人」
- 第37回（1993年） - 宮沢章夫 『ヒネミ』、柳美里 『魚の祭』
  - 候補作
    - 鈴江俊郎「はたらく、風」
    - 平田オリザ『北限の猿』
- 第38回（1994年） - 鄭義信 『ザ・寺山』
  - 候補作
    - 楠本幸男「幻想列車」
    - 鈴江俊郎『桜井』
    - 内藤裕敬『賞金稼ぎ』
    - 成井豊『グッドナイト将軍』
- 第39回（1995年） - 鴻上尚史 『スナフキンの手紙』、平田オリザ 『東京ノート』
  - 候補作
    - 生田萬『安吾とタンゴ』
    - じんのひろあき『俺なら職安にいるぜ』
    - 鈴木聰『阿呆浪士』
    - 中島かずき『武流転生――スサノオ』
- 第40回（1996年） - 鈴江俊郎 『髪をかきあげる』、松田正隆 『海と日傘』
  - 候補作
    - 飯島早苗『法王庁の避妊法』
    - 内藤裕敬『横顔』

### 第41回から第50回
- 第41回（1997年） - 松尾スズキ 『ファンキー! 宇宙は見える所までしかない』
  - 候補作
    - 岩崎正裕『ここからは遠い国』
    - 鐘下辰男『ベクター』
    - 杉浦久幸『水面鏡』
    - 中島かずき『月の輝く夜に―MOON STRUCK―』
    - 長谷川孝治『茜色の空』
- 第42回（1998年） - 深津篤史 『うちやまつり』
  - 候補作
    - 大森寿美男『男的女式』
    - 鐘下辰男『寒花』
    - 高泉淳子『こわれた玩具』
    - 永井愛『見よ、飛行機の高く飛べるを』
    - 長谷川裕久『美貌の流星』
    - マキノノゾミ『東京原子核クラブ』
- 第43回（1999年） - ケラリーノ・サンドロヴィッチ 『フローズン・ビーチ』
  - 候補作
    - 岩崎正裕 『それを夢と知らない』
    - 鐘下辰男 『貪りと瞋りと愚かさと』
    - 土田英生 『きゅうりの花』
    - 内藤裕敬 『手の中の林檎』
    - 長谷川裕久 『花冠の大陸』
- 第44回（2000年） - 永井愛 『兄帰る』
  - 候補作
    - 天野天街『くだんの件』
    - 泊篤志『IRON』
    - 土田英生『その鉄塔に男たちはいるという』
    - はせひろいち『ダブルフェイク』
    - 長谷川裕久『堕天の媚薬』
- 第45回（2001年） - 三谷幸喜 『オケピ!』
  - 候補作
    - 土田英生 『錦鯉』
    - 蟷螂襲 『舟歌。霧の中を行くための』
    - 平田俊子 『甘い傷』
    - マキノノゾミ 『高き彼物』
    - 松本大洋 『メザスヒカリノサキニアルモノ若しくはパラダイス』
- 第46回（2002年） -  該当作なし
  - 候補作
    - 品川能正 『火計り』
    - 中谷まゆみ 『ペーパーマリッジ』
    - 長谷川孝治 『アザミ』
    - マキノノゾミ 『赤シャツ』
    - 和田憲明 『東亜悲恋』
- 第47回（2003年） - 中島かずき 『アテルイ』
  - 候補作
    - 鐘下辰男『ルート64』
    - 土田英生『南半球の渦』
    - 蟷螂襲『前髪に虹がかかった』
    - 長塚圭史『マイ・ロックンロール・スター』
    - 長谷基弘『ダウザーの娘』
- 第48回（2004年） - 倉持裕 『ワンマン・ショー』
  - 候補作
    - 大竹野正典 『夜、ナク、鳥』
    - 小川未玲 『ちゃんとした道』
    - 小里清 『BRIDGE』
    - 鐘下辰男 『アンコントロール』
    - 本谷有希子 『石川県伍参市』
- 第49回（2005年） - 宮藤官九郎 『鈍獣』、岡田利規 『三月の5日間』
  - 候補作
    - 小川未玲『もやしの唄』
    - 長塚圭史『はたらくおとこ』
    - はせひろいち『サイコの晩餐』
    - 東憲司『しゃんしゃん影法師』
    - 平田俊子『れもん』(上演台本)
    - 前田司郎『いやむしろわすれて草』
- 第50回（2006年） - 佃典彦 『ぬけがら』、三浦大輔 『愛の渦』
  - 候補作
    - 岩崎正裕 『音楽劇 JAPANESE IDIOT』
    - 長塚圭史 『LAST SHOW ラストショウ』
    - 東憲司 『風来坊雷神屋敷』
    - 前田司郎 『キャベツの類』
    - 本谷有希子 『乱暴と待機』

### 第51回から第60回
- 第51回（2007年） - 該当作なし
  - 候補作
    - 青木豪『獏のゆりかご』
    - 赤堀雅秋『津田沼』
    - 中島淳彦『ゆれる車の音』
    - はせひろいち『歪みたがる隊列』
    - 東憲司『海猫街』
    - 蓬莱竜太『ユタカの月』
    - 前田司郎『さようなら僕の小さな名声』
    - 本谷有希子『遭難、』
- 第52回（2008年） - 前田司郎『生きてるものはいないのか』
  - 候補作
    - 青木豪『Get Back!』
    - 赤堀雅秋『その夜の侍』
    - 桑原裕子『甘い丘』
    - タニノクロウ『笑顔の砦』
    - 本谷有希子『偏路』
    - 矢内原美邦『青ノ鳥』
    - 山岡徳貴子『静物たちの遊泳』
- 第53回（2009年）- 蓬莱竜太『まほろば』、本谷有希子『幸せ最高ありがとうマジで!』
  - 候補作
    - 加藤一浩『黙読』
    - タニノクロウ『星影のジュニア』
    - 長塚圭史『SISTERS』
    - 蓮見正幸『ステロイド』
    - 前川知大『表と裏と、その向こう』
    - 松井周『家族の肖像』
    - 山岡徳貴子『着座するコブ』
- 第54回（2010年）- 柴幸男『わが星』
  - 候補作
    - 江本純子『セクシードライバー』
    - 神里雄大『ヘアカットさん』
    - 野木萌葱『五人の執事』
    - 福原充則『その夜明け、嘘。』
    - 前川知大『見えざるモノの生き残り』
    - 松井周『あの人の世界』
- 第55回（2011年） - 松井周『自慢の息子』 
  - 候補作
    - 赤堀雅秋『砂町の王』
    - 江本純子『小さな恋のエロジー』
    - 竹内佑『空洞メディアクリエイター』
    - 田村孝裕『絶滅のトリ』
    - 中津留章仁『convention hazard 奇行遊戯』
    - ノゾエ征爾『春々』
    - 前川知大『プランクトンの踊り場』
    - 丸尾丸一郎『スーパースター』
- 第56回（2012年） - ノゾエ征爾『○○トアル風景』、藤田貴大『かえりの合図、まってた食卓、そこ、きっと、しおふる世界。』 、矢内原美邦『前向き！タイモン』 
  - 候補作
    - 桑原裕子『往転』
    - 田村孝裕『連結の子』
    - 中津留章仁『背水の孤島』
    - 前川知大『太陽』
    - 山崎彬『駄々の塊です』
- 第57回（2013年） - 赤堀雅秋『一丁目ぞめき』、岩井秀人『ある女』 
  - 候補作
    - 北川陽子『りんご』
    - サリngROCK『漏れて100年』
    - 中屋敷法仁『無差別』
    - 畑澤聖悟『翔べ！原子力ロボむつ』
    - 早船聡『エレノア』
    - 水沼健『ニューヘアスタイルイズグッド』
- 第58回（2014年） - 飴屋法水『ブルーシート』
  - 候補作
    - 長田育恵『地を渡る舟』
    - 小里清『国語の時間』
    - 神里雄大『（飲めない人のための）ブラックコーヒー』
    - 瀬戸山美咲『彼らの敵』
    - 土橋淳志『或いは魂の止まり木』
    - 西尾佳織『カンロ』
    - 山内ケンジ『効率の優先』
- 第59回（2015年） - 山内ケンジ『トロワグロ』
  - 候補作
    - 桑原裕子『痕跡』
    - 角ひろみ『囁谷シルバー男声合唱団』
    - 田村孝裕『世界は噓で出来ている』
    - 福原充則『つんざき行路、されるがまま』
    - 古川日出男『冬眠する熊に添い寝してごらん』
    - ペヤンヌマキ『男たらし』
    - 山本卓卓『うまれてないからまだしねない』
- 第60回（2016年） - タニノクロウ『地獄谷温泉 無明ノ宿』[1]
  - 候補作 [2]
    - 神里雄大『+51 アビアシオン, サンボルハ』
    - 根本宗子『夏果て幸せの果て』
    - 古川健『ライン（国境）の向こう』
    - ペヤンヌマキ『お母さんが一緒』
    - 三浦直之『ハンサムな大悟』
    - 柳沼昭徳『新・内山』
    - 山本健介『30光年先のガールズエンド』

### 第61回から第70回
- 第61回（2017年） - 上田誠『来てけつかるべき新世界』[3]
  - 候補作
    - 市原佐都子『毛美子不毛話』
    - 長田育恵『SOETSU －韓くにの白き太陽－』
    - オノマリコ『THE GAME OF POLYAMORY LIFE』
    - 瀬戸山美咲『埒もなく汚れなく』
    - 林慎一郎『PORTAL』
    - 平塚直隆『ここはカナダじゃない』
    - 山縣太一『ドッグマンノーライフ』
- 第62回（2018年） - 神里雄大『バルパライソの長い坂をくだる話』、福原充則『あたらしいエクスプロージョン』[4]
  - 候補作
    - 糸井幸之介『瞬間光年』
    - サリngROCK『少年はニワトリと夢を見る』
    - 西尾佳織『ヨブ呼んでるよ』
    - 松村翔子『こしらえる』
    - 山田由梨『フィクション・シティー』
    - 山本卓卓『その夜と友達』
- 第63回（2019年） - 松原俊太郎『山山』[5]
  - 候補作
    - 坂元裕二『またここか』
    - 詩森ろば『アトムが来た日』
    - 瀬戸山美咲『わたし、と戦争』
    - 根本宗子『愛犬ポリーの死、そして家族の話』
    - 古川日出男『ローマ帝国の三島由紀夫』
    - 松村翔子『反復と循環に付随するぼんやりの冒険』
    - 山田百次『郷愁の丘ロマントピア』
- 第64回（2020年） - 市原佐都子『バッコスの信女-ホルスタインの雌』、谷賢一 『福島三部作 第1部「1961年：夜に昇る太陽」 第2部「1986年：メビウスの輪」 第3部「2011年：語られたがる言葉たち」』[6]
  - 候補作[7]
    - 岩崎う大 『GOOD PETS FOR THE GOD』
    - キタモトマサヤ 『空のトリカゴ』
    - ごまのはえ 『チェーホフも鳥の名前』
    - 西尾佳織 『終わりにする、一人と一人が丘』
    - 根本宗子 『クラッシャー女中』
    - 山田由梨 『ミクスチュア』
- 第65回（2021年） - 該当作なし[8]
  - 候補作
    - 岩崎う大 『君とならどんな夕暮れも怖くない』
    - 長田育恵『ゲルニカ』
    - 小田尚稔『罪と愛』
    - 金山寿甲『A-(2)活動の継続・再開のための公演』
    - 小御門優一郎『それでも笑えれば』
    - 内藤裕子 『光射ス森』
    - 根本宗子『もっとも大いなる愛へ』
    - 横山拓也『The last night recipe』
- 第66回（2022年） - 福名理穂『柔らかく搖れる』、山本卓卓『バナナの花は食べられる』[9]
  - 候補作
    - 小沢道成『オーレリアンの兄妹』
    - 笠木泉『モスクワの海』
    - 加藤シゲアキ『染、色』
    - 瀬戸山美咲『彼女を笑う人がいても』
    - 額田大志『ぼんやりブルース』
    - 蓮見翔『旅館じゃないんだからさ』
    - ピンク地底人3号『華指1832』
- 第67回（2023年） - 加藤拓也『ドードーが落下する』、金山寿甲『パチンコ（上）』[10]
  - 候補作
    - 石原燃『彼女たちの断片』
    - 上田久美子『バイオーム』
    - 兼島拓也『ライカムで待っとく』
    - 鎌田順也『かたとき』
    - 中島梓織『薬をもらいにいく薬』
    - 原田ゆう『文、分、異聞』
    - 松村翔子『渇求』
- 第68回（2024年） - 池田亮『ハートランド』[11]
  - 候補作
    - 安藤奎『地上の骨』
    - 金子鈴幸『愛について語るときは静かにしてくれ』
    - 菅原直樹『レクリエーション葬』
    - 蓮見翔『また点滅に戻るだけ』
    - 升味加耀『くらいところからくるばけものはあかるくてみえない』
    - メグ忍者『ニッポン・イデオロギー』
    - 山田佳奈『剥愛』
- 第69回（2025年） - 安藤奎『歩かなくても棒に当たる』、笠木泉『海まで100年』[12]
  - 候補作
    - 小野晃太朗『ひとえに』
    - 兼島拓也『花売の縁オン（ザ）ライン』
    - 倉橋真奈美『睡眠遊行』
    - 佐藤二朗『そのいのち』
    - 山本正典『おかえりなさせませんなさい』
    - ユニ・ホン・シャープ『ENCORE – violet』

## 選考委員
- 第1-2回 飯沢匡、岡倉士朗、木下順二、小山祐士、杉山誠、久板栄二郎、山田肇
- 第3回 関口次郎が加わる
- 第4回 飯沢が抜ける
- 第5-9回 茨木憲、木下、小山、菅原卓、関口、田中千禾夫、久板
- 第10回 木下が抜ける
- 第11回 矢代静一が加わる
- 第12回 田中、久板が抜ける
- 第13-16回 福田善之、宮本研、八木柊一郎、矢代、山崎正和
- 第17回 福田が抜ける
- 第18-22回 石澤秀二、田中千禾夫、別役実、森秀男、山崎、八木、矢代
- 第23-25回 井上ひさしが加わる
- 第26-32回 井上、唐十郎、佐藤信、清水邦夫、田中、別役、八木、矢代、山崎
- 第33回 山崎が抜ける
- 第34-35回 清水が抜ける
- 第36回 井上、太田省吾、岡部耕大、佐藤、田中、つかこうへい、野田秀樹、別役
- 第37回 井上、太田、岡部、佐藤、野田（欠席）、別役、田中（欠席）、つか（欠席）
- 第38-39回 井上、太田、岡部、佐藤、野田、別役、田中（欠席）、つか（欠席）
- 第40回 田中は死去、つか、野田が欠席
- 第41-42回 井上、太田、岡部、佐藤、竹内銃一郎、野田、別役
- 第43-45回 井上、太田、岡部、佐藤、竹内、野田、別役
- 第46-47回 井上、岩松了、太田、岡部、佐藤信、竹内、野田
- 第48-49回 井上、岩松、太田、岡部、竹内、野田
- 第50回 井上、岩松、鴻上尚史、坂手洋二、永井愛、野田、宮沢章夫
- 第51回 井上（選考会には欠席。メッセージの送付でのみ参加）、岩松、鴻上、坂手、永井、野田、宮沢
- 第52-54回 井上、岩松、鴻上、坂手、永井、野田、宮沢
- 第55回 岩松、鴻上、坂手、永井、野田、宮沢
- 第56-59回 岩松、岡田利規、ケラリーノ・サンドロヴィッチ、野田、松尾スズキ、松田正隆、宮沢
- 第60-62回 岩松、岡田、ケラリーノ、野田、平田オリザ、宮沢
- 第63回 岩松、岡田、ケラリーノ、野田、平田、宮沢、柳美里
- 第64回 岩松、岡田、ケラリーノ、野田、平田、柳
- 第65回 岩松、岡田、ケラリーノ、野田、平田、矢内原美邦、柳
- 第66回-第67回 岩松、岡田、ケラリーノ、野田、矢内原
- 第68回-第69回 市原佐都子、上田誠、岡田、タニノクロウ、野田、本谷、矢内原